# Involucropyrenium pusillum
Involucropyrenium pusillum är en lavart som beskrevs av Breuss & Türk. Involucropyrenium pusillum ingår i släktet Involucropyrenium och familjen Verrucariaceae.   Inga underarter finns listade i Catalogue of Life.